# Џонатан Прајс
Џон Прајс (енгл. John Price; рођен 1. јуна 1947. у Кармелу, Флинтшир) познатији као Џонатан Прајс (енгл. Jonathan Pryce) велшки је позоришни и филмски глумац, певач и редитељ. Играо је у више од седамдесет филмова, укључујући главну улогу у дистопијском научнофантастичном филму Тери Гилијама, Бразил.
Хваљен од критике због своје свестраности, Прајс се појавио у високо буџетним филмовима који укључују Евиту, Сутра не умире никад, Ронин и Пирати са Кариба, 2, 3, као и независним филмовима попут Гленгери Глен Рос-а, Доба невиности, Карингтон, Нови свет и Жена.
Прајсова каријера у позоришту, такође је била продуктивна, а освојио је две награде „Тони“, прву 1977. за свој деби на Бродвеју у представи „Комичари“, другу 1991. године за улогу Инжењера у мјузиклу „Мис Сајгон“. Био је гостујући глумац са ликом првоврапца у ХБО-овој серији Игра престола у 2015. години, пре него што је постао члан главне глумачке поставе 2016. Од почетка 2017. глумио је Сер Стјуарта Стрејнџа у серији Табу. Прајс је 2019. године зарадио прву номинацију за Оскара за своје портретисање Папе Фрање у филму Двојица папа, у коме је глумио са Ентони Хопкинсом. За овај филм је номинован и за Златни глобус. Пре тога је већ једном био номинован за Златни глобус 1994. за филм Варвари пред вратима. Био је номинован и за награде Еми и БАФТА.